# حامد الكيلاني
حامد الكيلاني وزير عراقي مفوض في جمهورية باكستان الإسلامية خلال فترة حكم الرئيس عبد الرحمن محمد عارف. سياسي ورجل دولة معروف في الأوساط العراقية والعربية والدولية، وكان له حضور جيد عند الباكستانيين ، وهو من سلالة عبد القادر الجيلاني. تحدثت عنه العشرات من المصادر والوثائق. توفي الرجل بداية السبعينيات.